# Dominium mundi
Dominium mundi es el nombre con que se conoce la idea de dominio universal desarrollada en la Edad Media. Inspirado en la continuación del antiguo Imperio romano, este propósito implicaba el reconocimiento de una autoridad suprema, lo que generó una prolongada pugna política y espiritual entre el poder imperial y el poder eclesiástico, representados principalmente en el Sacro Imperio Romano Germánico y la Iglesia católica, los que erigían como máximos líderes al emperador y al papa respectivamente.
La idea de dominio universal marcó una época, durante gran parte del medievo, dividiendo a la sociedad en dos bandos: güelfos y gibelinos. Los primeros apoyaron a la Iglesia, mientras los segundos al Imperio. Tras la Querella de las Investiduras, los siglos XII y XIII mostraron preponderancia de los pontífices (como  Inocencio III o Gregorio IX), pero existía mutua dependencia entre ambos (Iglesia e Imperio). Posteriormente, en el siglo XIV el desarrollo de los nacientes Estados, como Francia, pusieron en serios aprietos a la Iglesia, tras el atentado que sufriera Bonifacio VIII.
En el siglo XV el papado obtenía gran prestigio y la Iglesia seguía siendo la rectora de la vida intelectual, aunque la idea del Dominium mundi no volvió a aparecer en su esencia original, a pesar de que ambos poderes universales subsistieron.
Desde el siglo XVI en adelante, los monarcas pasaron a ser dueños no solo de la propiedad, sino incluso de la vida y la muerte de sus súbditos. Se iniciaba la época absolutista, y ello implicaba "absolutismo teológico", por lo que el poder papal quedaba muy por debajo del poder imperial.
Desde el siglo XVIII el poder de los monarcas declinó, y fue trasladado paulatinamente a los "pueblos" a través de las democracias, pero la Iglesia ya no sería la rectora de la vida intelectual y moral como lo fuera en el siglo XV.

## Medioevo y cesaropapismo

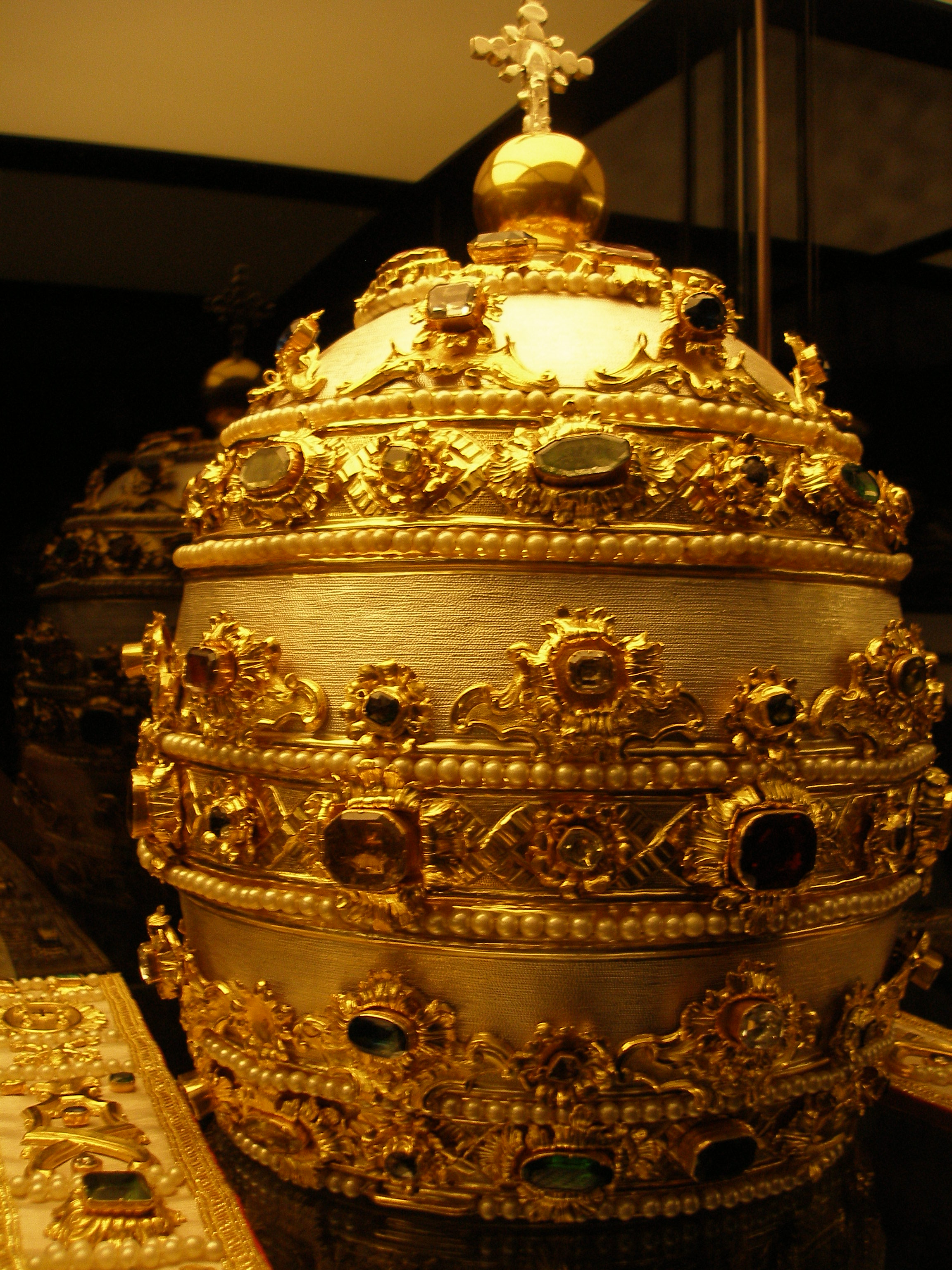
Tiara papal

En el Siglo IV, con la edificación de Constantinopla como "segunda Roma" se daría la teoría de la unión de estos dos poderes (Iglesia e Imperio) con la idea del emperador como sacerdos imperator.
Desde el punto de vista teológico, será San Agustín de Hipona (354-430) el que con su De civitate Dei contribuirá a establecer la superioridad y autonomía de la Iglesia (civitas caelestis) frente al Estado (civitas terrena) en razón de su fin superior.
El papa san Dámaso I (366-384) dio el apelativo de "Sede Apostólica" a la Iglesia  de Roma, y su sucesor Siricio (384-389) promulgará la primera decretal dirigida al obispo Himerio de Tarragona (2 de febrero de 385) usando un lenguaje no únicamente pastoral sino de orden legislativo al estilo de los edictos imperiales.
El pontificado de San León Magno (440-451) mostraba cómo el Papa es el heredero y vicarius Petri y le compete la sollicitudo sobre todas las iglesias.

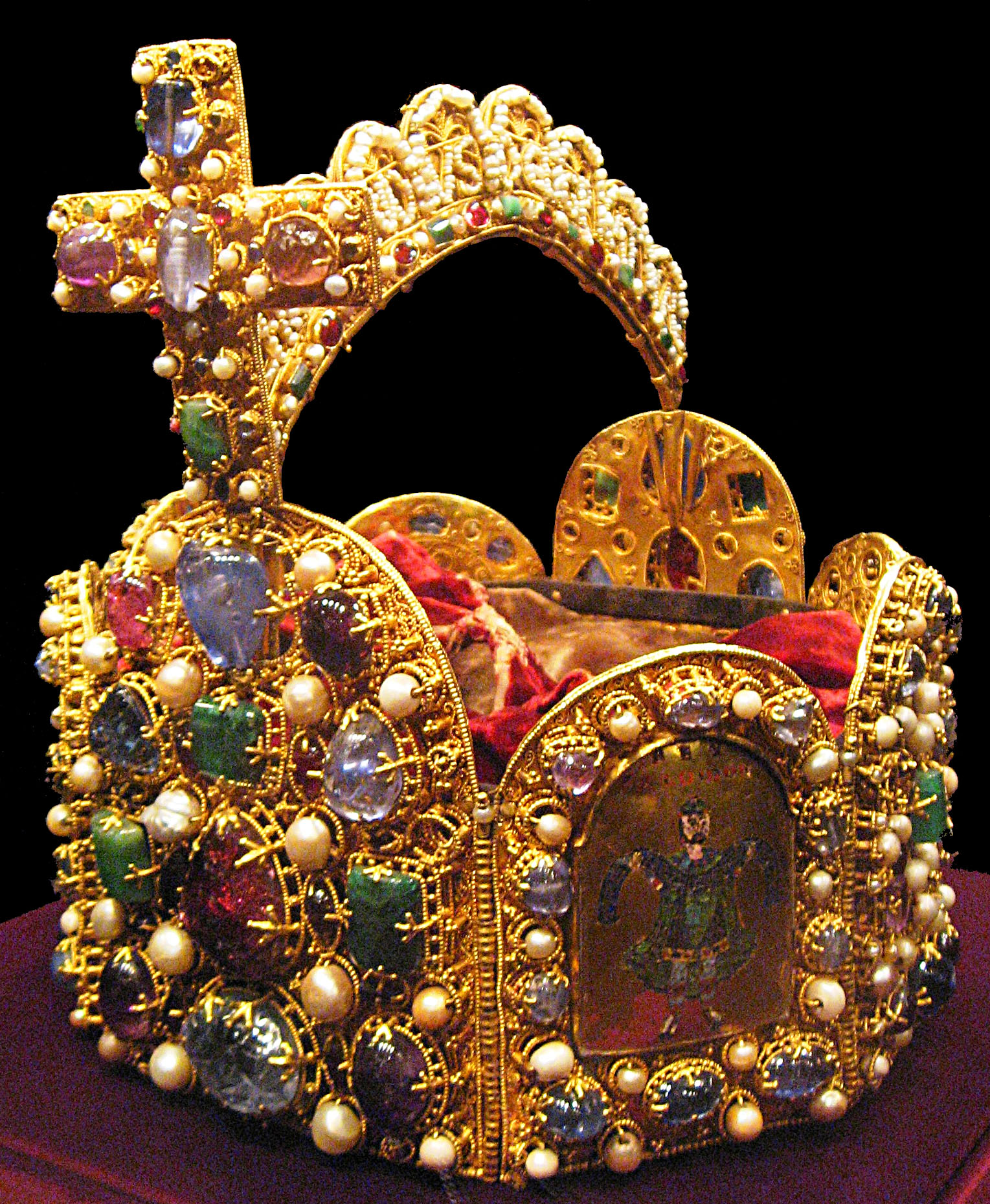
Corona imperial

Al mismo tiempo, se fue fraguando el debilitamiento del imperio romano con la multiplicación de reinos fraccionados y el predominio de los francos con el ascenso de Clodoveo (481-507) se hacía con la aprobación del Papa. En este contexto el Papa Gelasio dirigió una carta al emperador Anastasio I (491-518) en donde formulaba la doctrina de las "dos espadas" y la superioridad de la potestad espiritual.
Posteriormente el Papa San Gregorio I (Magno) (590–604), -a través de su enorme tarea espiritual y material- fue quizá quien más contribuyó a mostrar que la Santa Sede podía ejercer funciones gubernativas.
Por su parte el Imperio romano parecía tener continuidad a través del reino franco. En el año 800 Carlomagno es coronado como emperador del Imperio Carolingio, lo que daría luego origen al Sacro Imperio Romano.
Así los dos poderes serían ejercidos, el espiritual por el Papa y el temporal por el emperador para que los hombres, a través de una armonía en este mundo, conquistaran el destino eterno.
Carlomagno (768-814) no tardó mucho en considerar que podía intervenir en los asuntos disciplinares eclesiásticos, como en la vida del clero y en las reformas monásticas, al igual que en las doctrinales como la del adopcionismo y la del Filioque del credo. Su idea era que el Papa estuviera relegado al servicio litúrgico -[así se lo escribió el emperador al Papa San León III (795-816)]-.
Desde entonces, el equilibrio de estos dos poderes resultó muy difícil.

## Pontificado contra Imperio

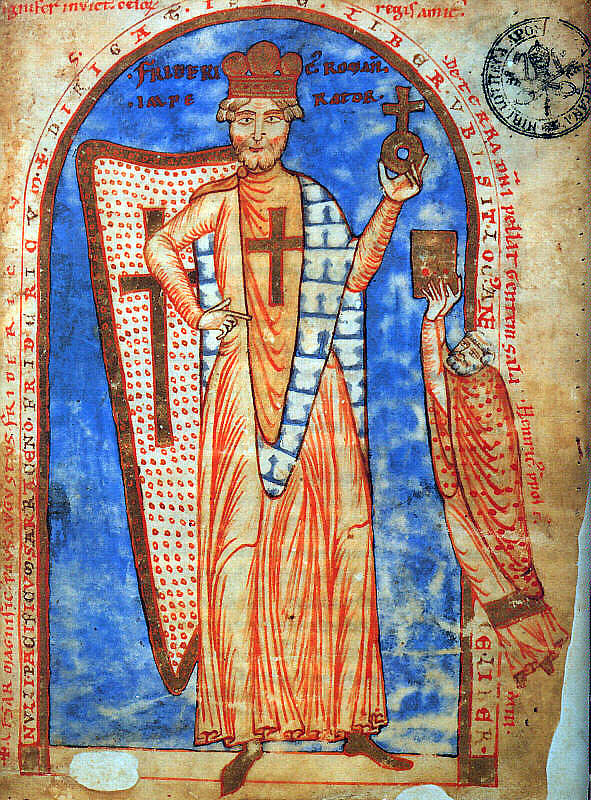
Federico I Barbarroja, emperador del Sacro Imperio Romano entre 1152 y 1190, fue la máxima figura del imperialismo en la primera etapa de la querella por el Dominium Mundi.

### Eclosión del conflicto
Dada la influencia que ejercían los obispos sobre la gente de sus diócesis, los reyes pretendían tenerlos como “aliados”, pero desde su punto de vista político. Tener la posibilidad de elegirlos, (entregarles el cargo, es decir “investirlos”) prácticamente aseguraría su fidelidad. Así, Otón I (962-973) fue el primer emperador que, dentro de su política para imponerse a sus súbditos feudales, se atribuye a sí mismo el derecho a nombrar (investir) a los obispos del Imperio, y los nombramientos recaían sobre gente muchas veces indigna. Los Papas no estuvieron nunca de acuerdo con la existencia de dicho derecho Imperial, y esto dio origen a la llamada Querella de las investiduras.
Ese sería el primer enfrentamiento abierto entre el papado y el imperio. El emperador utilizará todos los apelativos que suenen a descendiente de los emperadores romanos, se denominará augusto, rey de los romanos  (y adquirirá un carácter sagrado, proclamándose Hijo adoptivo de Dios de quien recibe directamente el poder).
Pero seguía siendo coronado por el Papa, aunque el emperador se considera el legítimo sucesor de San Pedro. Es lo que se conoce como cesaropapismo.
El cesaropapismo alcanza su cima con Enrique III (1039-1056).
Enrique III era un verdadero dispensador de cargos eclesiásticos y obligó al Papa Gregorio VI a convocar el Concilio de Pavía y el Sínodo de Sutri, en el 1046.
Tras la muerte de Enrique III surge un movimiento tendiente a liberar al papado del sometimiento al imperio. En todo el mundo cristiano comienza a reivindicarse la libertad de la Iglesia, principalmente para nombrar sus funcionarios. Tratarán de dignificar la vida moral de los clérigos, condenando la simonía, el nicolaísmo e imponiendo el celibato. Se pretenderá fortalecer la autoridad papal en contra de la voracidad de los príncipes imperiales.
Frente a la codicia de príncipes europeos la Iglesia se apresuró a generar un poder centralizado y dinámico. Así, en la segunda mitad del Siglo XI -con el auge de las ideas Escolásticas- quedará afirmado el concepto de que el poder de la Iglesia es superior a cualquier potestad terrenal.
Desde la época del Papa San Gregorio VII (Siglo XI) hasta la del Papa Bonifacio VIII (Siglo XIII), el papado lucharía tenazmente contra el Imperio, no solo para evitar su absorción sino para lograr la supremacía pontificia.
[El cesaropapismo, inaugurado por la práctica política de Carlomagno, tendrá que ceder definitivamente ante el peso de la hierocracia, que tiene en San Gregorio VII (1073-85), en los canonistas del Siglo XII y en los decretalistas del XIII, o en Bonifacio VIII (1294-1303) a los teóricos de las máximas formulaciones del poder universal de los sucesores de Pedro.]
Las ideas de Teocracia estaban madurando desde hacía mucho tiempo, pero fueron los decretos de 1075 (como el Dictatus Papae)  los que independizaron a la Iglesia poniendo en ella las bases de una verdadera autoridad monárquica.
De inmediato se incrementó la controversia entre los weiblingen (defensores de la supremacía imperial) y los welfen, (partidarios de la supremacía de los Papas).
Trasplantados a Italia, serían los gibelinos y güelfos, que lucharían durante siglos.
La lucha hará que la idea de Teocracia se lleve a un extremo hasta derivar en Hierocracia: [idea que el Papa se encuentra por encima de los monarcas, lo cual lo habilitaba para actuar directamente sobre el gobierno temporal]
La nueva idea imperial:
En la época del reinado de Federico I Barbarroja (1152-1190), la idea imperial llegó a su madurez. Se resalta su continuidad en Europa desde la época romana, a través del eslabón carolingio. De hecho, Federico I se refería a Carlomagno como modelo de emperador y lo hará canonizar en 1165 sin los debidos requisitos.
Se utilizan también a favor de las ideas imperiales las tesis sobre la soberanía pública que contiene el derecho romano (redescubierto por los juristas y políticos europeos en el siglo XII). De ellas se deducía la unicidad y el carácter universal del Imperio, considerado como "un proyecto de dominio mundial" que simboliza toda la época.
Dadas estas premisas, se pensaba en la corte de Federico I que el Imperio, establecido directamente por la voluntad divina como forma de organización política de la humanidad, era sagrado. La expresión Sacrum Imperium aparece por primera vez, en efecto, en un documento del año 1157.

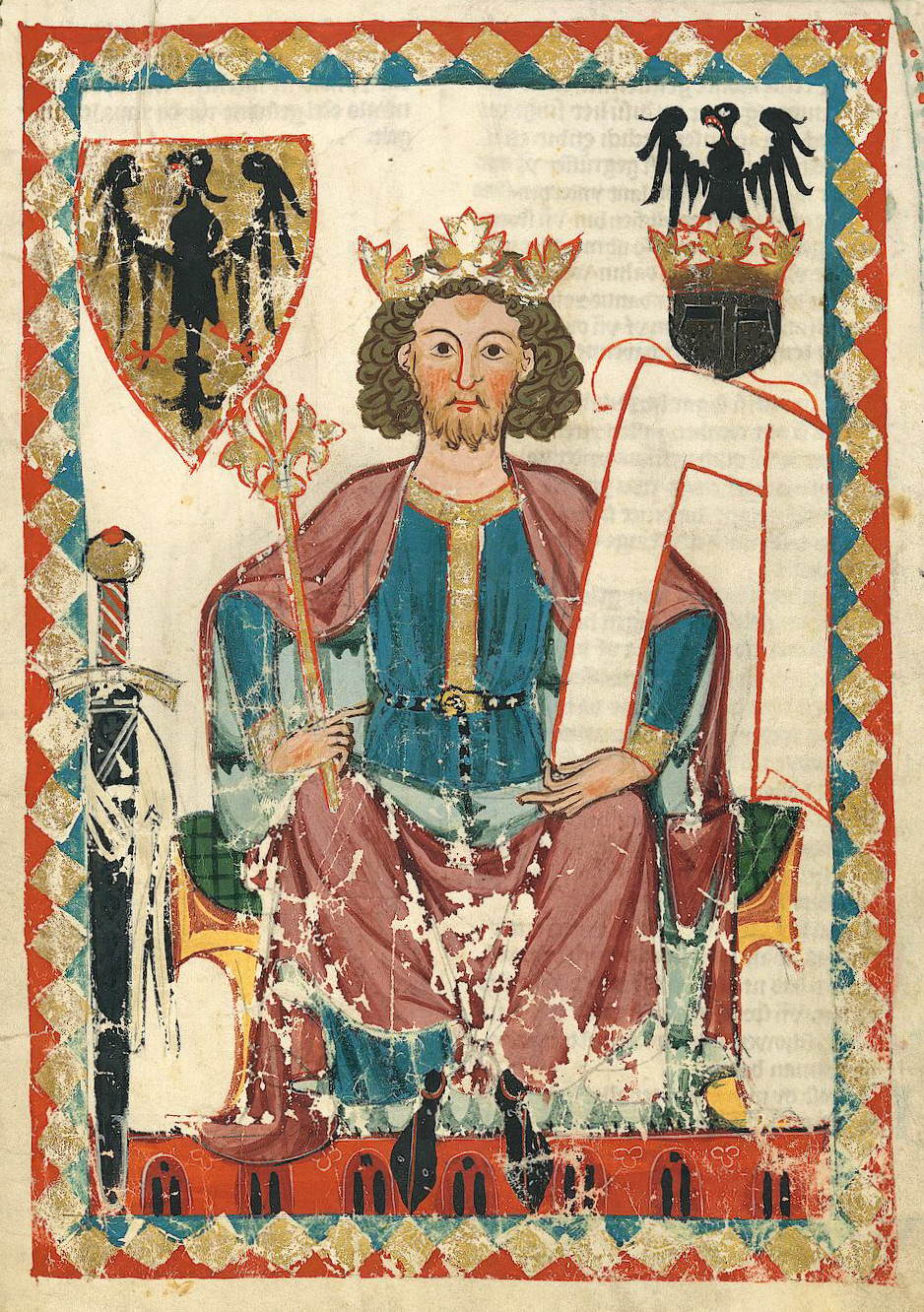
Enrique VI trató de llevar a la práctica el Dominium mundi mediante la asociación vasallática de otros reinos al Imperio, mas debido a su inesperada muerte, su gran proyecto acabó abruptamente, dejando como heredero a un niño de tres años.

En un plano distinto, no se puede olvidar que al siglo XII le correspondió ver el inicio de la revitalización del poder monárquico por sobre el de los señores feudales, luego de varios siglos de profundo decaimiento de la autoridad real. El Imperio no se mantuvo al margen de esta evolución, recobrando fuertemente su prestigio, sin embargo la manejo mal, de lo que vendrían importantes consecuencias para el futuro político de los territorios de Alemania e Italia.
La reconstrucción de las monarquías iba también en contra del proyectado Dominium Mundi. Por esto, tanto Federico I como su hijo y sucesor Enrique VI, intentaron conciliar ambos sucesos imaginando un imperio temporal universal, a cuyo frente se ubicaría un emperador con autoridad suprema, superior al poder de los reyes diversos, llamados "régulos" o "reyes locales". Esta autoridad suprema parecía necesaria, pues se pensaba que el poder imperial (manteniendo sometido al Papa) era la forma de mantener unida a la cristiandad en espera del fin de los tiempos.
Sin tener en cuenta este elemento escatológico y mesiánico, no se puede entender correctamente lo que el Imperio significaba para los hombres de la época, en especial para el emperador Federico I.

## La visión de la Iglesia

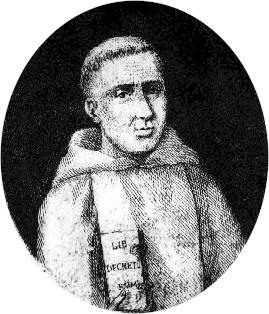
Graciano, maestro boloñés de teología, escribió hacia 1140 su Concordancia de las Discordancias de los Cánones, llamada corrientemente Decreto. Esta obra provocó en los decenios siguientes un auge de las consultas jurídicas formuladas a los pontífices, cuyas respuestas serían conocidas como decretales.

Los fundamentos de la visión eclesiástica podemos observarlos desde las siguientes fuentes:
- Según el papa Alejandro III:

La unicidad de la creación implica también la unicidad de la autoridad suprema sobre todas las criaturas. Ésta debía corresponderle al papa por la propia superioridad de su poder espiritual y porque la salvación eterna, que este promovía, era el fin social primero.
- Según el Summa Coloniensis (texto de 1170):

El papa es el verdadero emperador, siendo el emperador efectivo vicario suyo (papa verus imperator est, et imperator vicarius eius).
- Según Geroh de Reichersberg y los grandes canonistas como Graciano y Huguccio:

El poder temporal laico poseía funcionamiento autónomo, tanto para escoger a los que lo ejercían por medio de la elección o la herencia, como para desarrollar sus propios medios administrativos sin interferencias. El papa conservaba, sin embargo, una autoridad suprema, pero solo podía ejercerla para sancionar o refrendar los actos políticos, no para modificarlos ni actuar directamente, salvo por motivos morales o religiosos (ratione peccati: "por razón de pecado") o cuando fuera preciso dirimir una cuestión para la que ningún otro poder del mundo estuviese autorizado.

## Derecho imperial y eclesiástico en los siglosXIIyXIII

### Derecho romano
En los siglos XII y XIII el redescubrimiento del antiguo derecho romano y la ordenación del derecho canónico o eclesiástico iniciaron una época nueva para el ordenamiento jurídico del Mundo Occidental. Este hecho influyó profundamente en el acontecer político de la época, y muy en especial en el curso de la pugna por el Dominium mundi entre el Imperio y el pontificado.

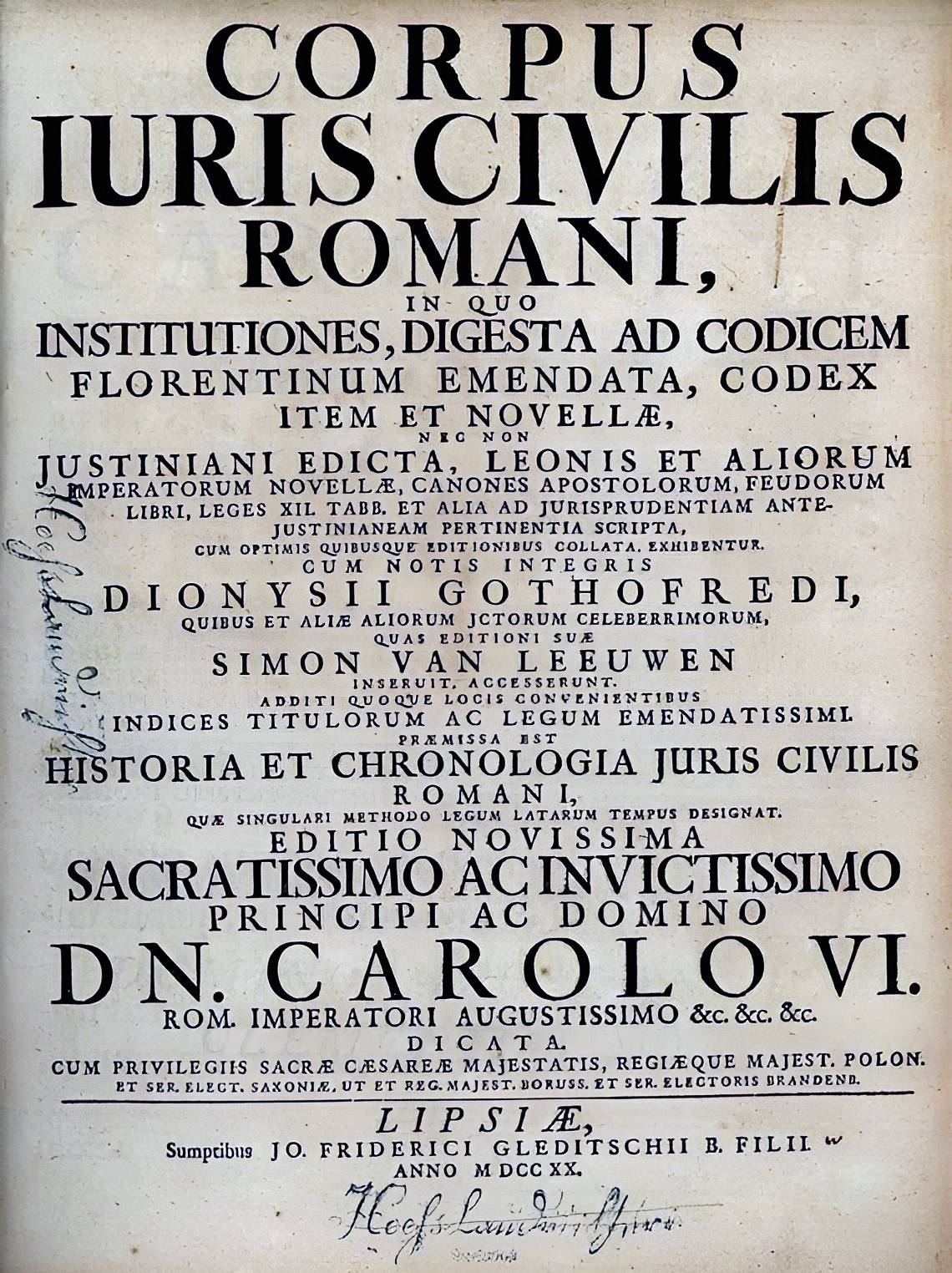
La recopilación realizada por Justiniano en el fue la fuente de estudio del Derecho romano en la Europa medieval.

El Derecho romano que conocerá la Europa medieval es exclusivamente la recopilación realizada por el emperador Justiniano en el siglo VI, que consta de varias partes bien diferenciadas:
1. El Digesto o Pandectas, compendio de jurisprudencia.
2. Las Institutiones o manual de estudio que, en parte, compendia al anterior.
3. El Código de Justiniano, que reúne todas las constituciones dadas por los emperadores desde la época de Adriano.
4. Las Novelas, o constituciones imperiales posteriores al año 53.

De todos estos componentes, el de mayor influencia en el nuevo descubrimiento medieval fue el Digesto. La obra justinianea que, desde el siglo XVI, se conocerá con el nombre de Corpus Iuris Civilis, pero su difusión era escasísima y a través de compendios que la deformaban.

Escudo de la Universidad de Bolonia. Los maestros boloñeses comentaron los textos justinianeos a través de la glosa, apoyando la causa imperial.

En los siglos XII y XIII, por el contrario, y en una ciudad de la Romaña italiana, Bolonia, se produjo un renacimiento de los estudios romanistas que influiría sobre toda Europa. No fue escaso, en esta difusión, el papel de los emperadores romanogermánicos, que actuaban, ya lo hemos visto, movidos por su interés político tanto como por su supuesta condición de sucesores del antiguo Imperio romano.
Los maestros de esta famosísima "escuela de Bolonia" actuaron según un método de estudio muy medieval, el de la glosa o comentario del contenido y significado de los textos justinianeos. No se trata de comentarios críticos, sino más bien analíticos. Los profesores boloñeses aceptan el derecho justinianeo como algo superior e incluso supremo; se limitan a comentarlo, sin demasiado bagaje crítico, pues para ello les habrían sido necesarios unos conocimientos filológicos (dominio del griego y estudio de los textos originales) e históricos de los que carecían.
Pero de su comentario se deducen consecuencias fundamentales para la Europa de la época, mediante la creación de una casuística riquísima que cubría un campo de hipótesis jurídicas muy superior y mucho más amplio que el conocido hasta entonces.
La fundación de la escuela de maestros boloñeses se debe a Irnerio, a comienzos del siglo XII. Discípulos suyos fueron Hugo, Búlgaro, Jacobo y Martín, llamados "los cuatro doctores" por su sabiduría e influencia. Todos ellos fueron gibelinos (apoyaron la idea del Imperio por sobre el pontificado) y partidarios de Federico I, del que son contemporáneos.

### Derecho canónico

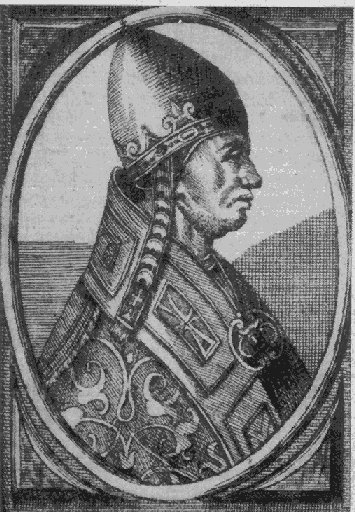
El papa Alejandro III fue uno de los principales glosadores del Decreto de Graciano y las decretales pontificias, jugando un papel decisivo en la contienda contra el Imperio.

Por los mismos tiempos, aunque con algunos decenios de diferencia, se produce una sistematización del derecho eclesiástico que va a dar origen al llamado derecho canónico en toda su plenitud. Romanistas y canonistas son hermanos de oficio y de mentalidad, como fruto de una misma época, aunque los segundos defiendan los derechos pontificios, por la misma materia que trataban.
El primer compilador y sistematizador de los cánones de concilios universales anteriores fue Graciano, maestro boloñés de teología, escribió hacia 1140 su Concordancia de las Discordancias de los Cánones,, llamada corrientemente Decreto. La obra de Graciano, no tuvo carácter oficial, pero alcanzó gran prestigio y provocó en los decenios siguientes un auge de las consultas jurídicas formuladas a los pontífices, algo lógico en una época de insuficiente organización del poder civil como era aquella. Estos contestaban por medio de litteras decretales o "decretales", cuya recopilación se hizo necesaria, al cabo, como única forma de utilizar y conservar la riqueza jurisprudencial que contenían, ya que no sólo afectaban a materias eclesiásticas, sino también seglares y civiles.
La primera compilación se debe a Ramón de Penyafort, un dominico catalán, y lleva el nombre de Decretales de Gregorio IX; reúne las decretales aparecidas entre 1154 y 1234 y se divide en cinco libros, por lo que la siguiente recopilación, que abarca hasta 1298, se conocerá con el nombre de Liber sextus. En el siglo XIV se realizarán nuevas compilaciones, las Clementinas, las Extravagantes de Juan XXII y las Communes. Desde el siglo XVI, todo este Derecho canónico en sus compendios reconocidos oficialmente llevará el nombre de Corpus iuris canonici.
Decreto de Graciano y Decretales pontificias fueron comentadas por el mismo procedimiento de la glosa que se aplicaba al derecho romano. Y algunos de los principales glosadores jugaron un papel decisivo en la contienda contra el Imperio: Rolando Bandinelli, papa Alejandro III, y Sinibaldo Fieschi, papa Inocencio IV. La síntesis de glosas corre a cargo, sobre todo, de Bartolomé de Brescia, en el siglo XII, y también de Juan el Teutónico, en el XIII, de Huguccio de Pisa y de Enrique de Susa.

## Desarrollo del conflicto

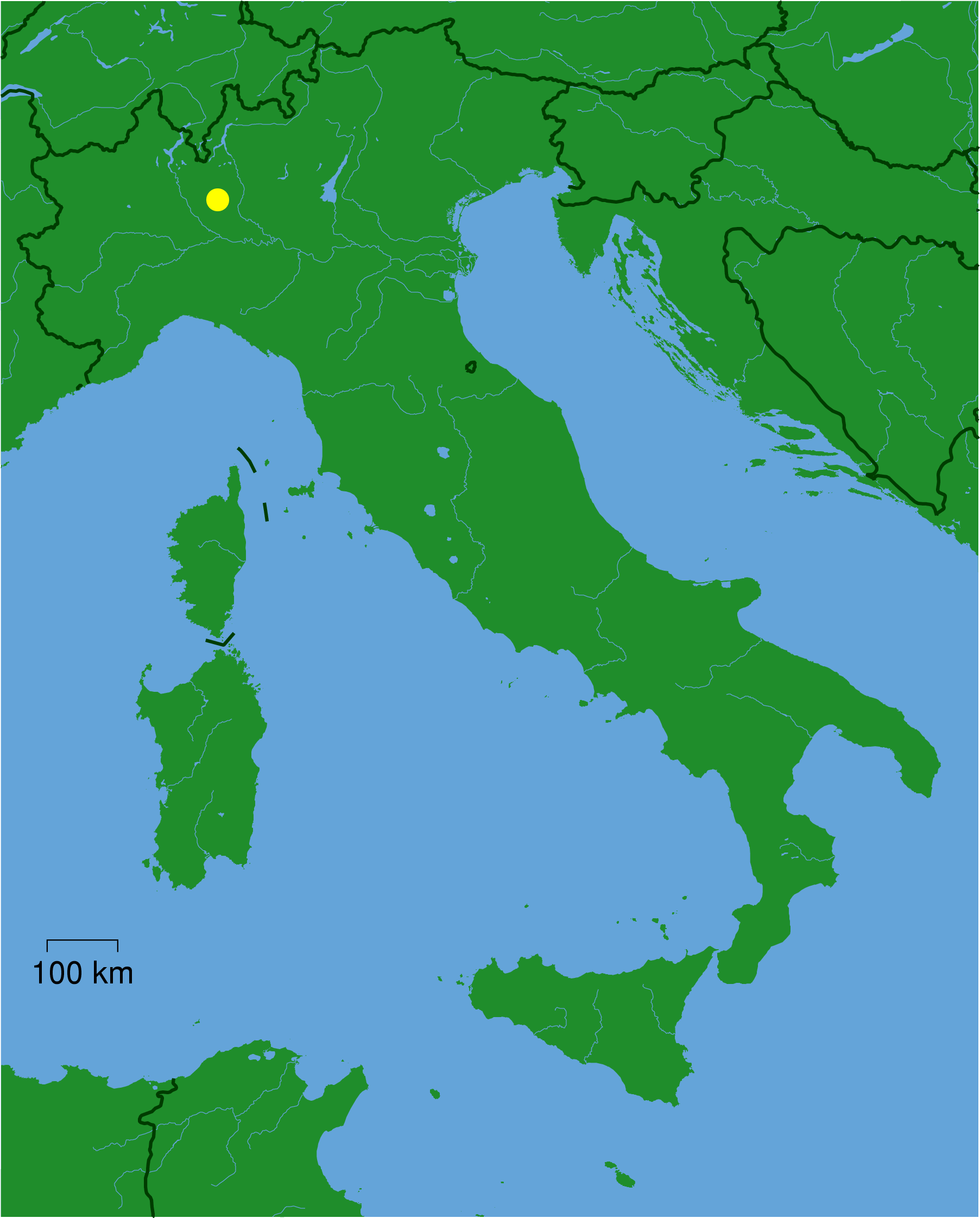
En variadas ocasiones las ciudades lombardas, encabezadas por Milán, se sublevaron a la autoridad imperial, acercándose al pontificado.

### La dieta de Besanzón y las primeras diferencias
A su regreso de Italia, luego de haber ido en ayuda del pontífice Eugenio III, Federico I convocó una dieta en Besançon (1157), con objeto de reformar el estatuto político de su reino en Arlés. En aquella dieta se produjeron las primeras diferencias entre los altos funcionarios del emperador, en especial el canciller Rainaldo de Dassel, y el legado pontificio, y futuro papa, Rolando Bandinelli. La querella entre teócratas e imperialistas se avivava, siendo el pretexto la interpretación de un documento papal en que se aludía a los "beneficios" que el Pontífice otorgaba al emperador.
La palabra "beneficio", en ese entonces, tenía un significado muy específico, pues eran los vasallos quienes recibían beneficios o feudos de sus señores. Así lo entendió Rainaldo de Dassel y, puesto a polemizar, Rolando Bandinelli no tuvo inconveniente en aceptar la tesis de su rival: en efecto, para él, el emperador recibía el Imperio como un "beneficio" de manos del papa. Adriano IV, papa de origen inglés que coronó emperador a Federico I, aclaró posteriormente que la palabra tenía un sentido más general: el papa otorgaba beneficios espirituales, no feudos. Pero la querella se había reavivado, y cuando Rolando Bandinelli subió a la sede pontificia, se mostró como un verdadero renovador de las teorías teocráticas (véase Gregorio VII). Teorías que ya no tenían la simplicidad enérgica de los tiempos gregorianos. En la primera mitad del siglo XII, sobre todo, hay autores que continúan las tesis de Gregorio VII, como Hugo de San Víctor, Juan de Salisbury u Honorio Augustodunense, pero lo normal es que las ideas teocráticas asimilen de alguna forma las nuevas realidades: redescubrimiento del derecho romano, afirmación de los poderes políticos, complicación del esquema social en un mundo en el que los oficios y situaciones individuales posibles se multiplican, rompiendo el primitivo ideal de la "sociedad trinitaria" (políticos, militares y agricultores).

### Federico Barbarroja contra Alejandro III

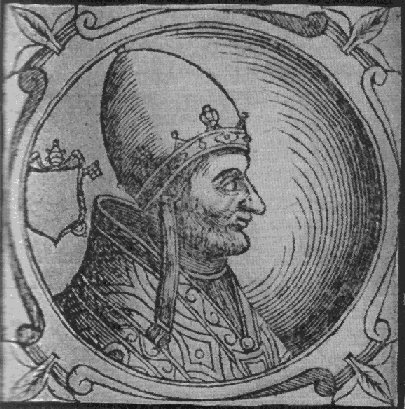
A la muerte de Adriano IV, 24 cardenales eligieron al papa Alejandro III. Sin embargo, Federico I reconoció como papa a Víctor IV (antipapa).

En 1158 se produjo el segundo viaje imperial a Italia. Poco después, la muerte de Adriano IV abrió una crisis sucesoria en el pontificado. En torno a ambos hechos se produce la primera coyuntura propicia para el enfrentamiento entre emperador y papa.
Federico pretendía sojuzgar a las ciudades lombardas. Milán se alzaba a la cabeza de este nuevo mundo urbano. El emperador la asedió y la obligó a capitular, conservando ésta su autonomía interna pero aceptando plenamente la autoridad imperial. A continuación, Federico I reunió una magna asamblea en Roncaglia con el fin de reorganizar la administración del reino de Italia y recuperar en él toda su autoridad. Pareció conseguirlo, pero la resistencia contra sus medidas levantaría a las ciudades y renovaría su vieja "entente" con el pontífice, para el que la constitución de un poder imperial fuerte en el norte y centro de Italia era el peligro inmediato más grave contra su independencia política.

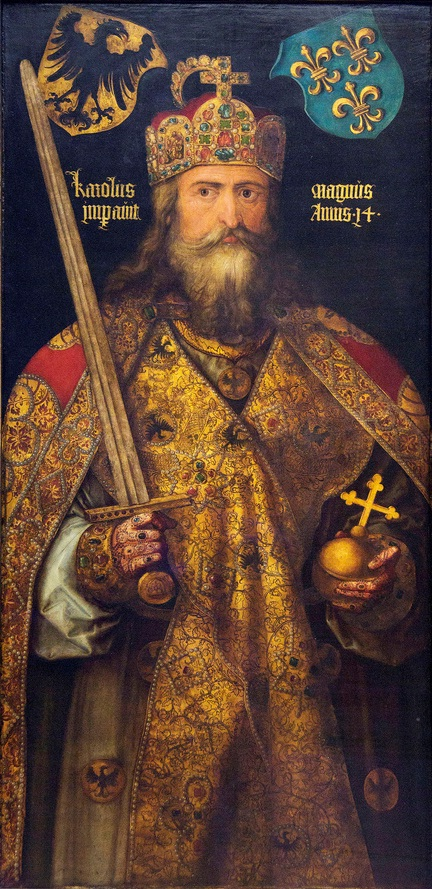
La seudocanonización de Carlomagno fue un ejemplo de la culminación del intervencionismo imperial.

#### Papa y antipapa
Cuando murió Adriano IV, los 24 cardenales partidarios de oponerse al dominio de Federico I en Italia eligieron papa a Alejandro III, mientras los tres que preferían contemporizar daban su voto al cardenal Octaviano, que se tituló Víctor IV. La escisión permitió que Federico interviniera al modo clásico reuniendo un concilio en Pavía (enero de 1160), donde se reconoció como papa a Víctor IV, mientras Alejandro III buscaba apoyos en el reino normando del sur de Italia, cuyos reyes eran vasallos de la Santa Sede, y en otros países europeos, además de atizar el descontento lombardo contra el emperador.
Milán se sublevó de nuevo en 1161, pero fue conquistada por las armas y arrasada; poco después, Alejandro III se veía obligado a partir para Francia. Federico vencía, pero Alejandro era el papa reconocido por toda Europa, salvo el Imperio, y, aun así, contaba dentro de éste con aliados temibles, en especial en Italia, donde el emperador y sus cancilleres, Rainaldo de Dassel y Christian de Bach, organizaban un gobierno autoritario a contrapelo de las antiguas autonomías locales, que no se resignaban a aceptar su nueva suerte sin resistencia.

#### Culminación del intervencionismo imperial
La muerte de Víctor IV privaba también a Federico de un apoyo importante, porque los antipapas que hizo elegir para sucederle (Pascual III, Calixto III) no tenían justificación posible ni eran reconocidos de buen grado por el mismo clero alemán, ya que el emperador aprovechaba las circunstancias para inmiscuirse en la vida eclesiástica como en los peores momentos de la "Querella de las investiduras": En 1165, el sínodo de Wurzburgo y la seudocanonización de Carlomagno fueron la culminación del intervencionismo imperial. Además, la querella con Alejandro III obligaba a hacer concesiones y lograr alianzas tanto en Alemania como en otros países. Los grandes nobles germanos se hacen pagar cara su fidelidad y, en el exterior, Federico buscaba tanto la alianza francesa, nunca conseguida, como la inglesa, aprovechando la lucha existente entre el rey Enrique II de Inglaterra y el arzobispo de Canterbury, Tomás Becket.
La confrontación continuó y en 1176 se llegó a la batalla de Legnano, la cual tuvo una repercusión crucial en la lucha que mantenía Federico Barbarroja contra las comunas de la Liga Lombarda (bajo la égida del Papa Alejandro III). Esa batalla fue un hito dentro del prolongado conflicto interno entre güelfos y gibelinos, y del todavía más antiguo existente entre los dos poderes universales: Pontificado e Imperio. Las tropas imperiales sufrieron una derrota humillante y el emperador Barbarroja se vio forzado a firmar la Paz de Venecia (1177) por la que reconoció a Alejandro III como Papa legítimo.

## Pontificado e Imperio en la época de Federico I Barbarroja

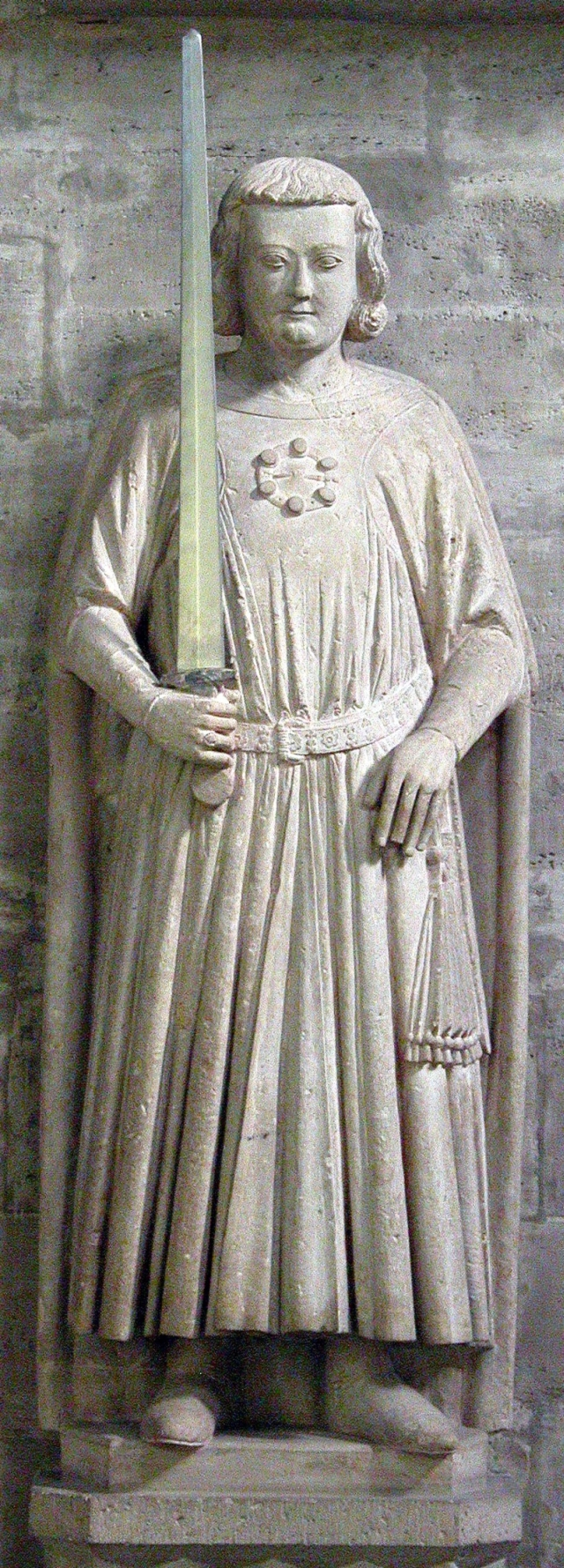
Enrique el León, jefe de la familia Welf (de aquí el nombre güelfo), presentó una fuerte oposición a Federico Barbarroja, pero éste consiguió la victoria para su linaje y logró exiliarlo a Inglaterra.

1152: Federico sucede a Conrado III. Primer conflicto con el Papa. Las iglesias escandinavas son separadas de Hamburgo.
1153: Tratado de Constanza entre Federico y Eugenio III.
1154: Federico en Italia; decreto de Roncaglia. Violencias contra las comunas italianas. Adriano IV, Papa.
1156: Coronación imperial de Federico. Revuelta de Roma y retirada del emperador, que restituye Baviera a Enrique el León. Alianza entre Adriano IV y Guillermo I de Sicilia. Concordato de Benevento. Austria, ducado independiente.
1157: Asamblea de Besançon. Ruptura entre el emperador y el Papa.
1158: Revuelta y castigo de Milán. Dieta de Roncaglia.
1159: Nueva revuelta de Milán. Sitio de Crema. Muerte de Adriano IV. Alejandro III, Papa, y Víctor IV, antipapa.
1160: Toma y destrucción de Crema. Inicio del sitio de Milán. Asamblea de Pavía.
1162: Toma y destrucción de Milán. Alianza de Federico con Pisa y Génova contra Guillermo de Sicilia. Proyecto de entrevista entre Federico y Luis VII de Francia para poner fin al cisma. Thomas Becket, arzobispo de Caterbury.
1162-1165: El clero alemán pasa al partido de Alejandro III.
1163: Concilio de Tours.
1164: Venecia forma la llamada Liga Veronesa (junto a Verona, Padua, Vicenza y Treviso). Muerte del antipapa Víctor IV, sucediéndole Pascual III.
1165: Dieta de Wurzburgo. Persecución contra los partidarios de Alejandro III. Enrique II Plantagenet rompe con Alejandro III y reconoce a Pascual III.
1167: Federico se apodera de Roma. Formación de la Liga Lombarda, que se alía a la Liga de Verona.
1168: Fundación de Alejandría en el Piamonte por las ciudades lombardas en honor de Alejandro III. Muerte de Pascual III.
1170: La Liga Lombarda se pone bajo la protección de Alejandro III. Negociaciones de Veroli entre el Papa y el emperador.
1174-1175: Asedio de Alejandría por Federico I Barbarroja.
1175: Tregua de Montebello.
1176: Barbarroja es finalmente vencido en Legnano por las comunas italianas. Conversaciones de Agnani con el Papa Alejandro III.
1177: Paz de Venecia.
1179: Ruptura entre el emperador y. Concilio de Letrán: reorganización de la elección papal.
1180: Guerra contra Enrique el León.

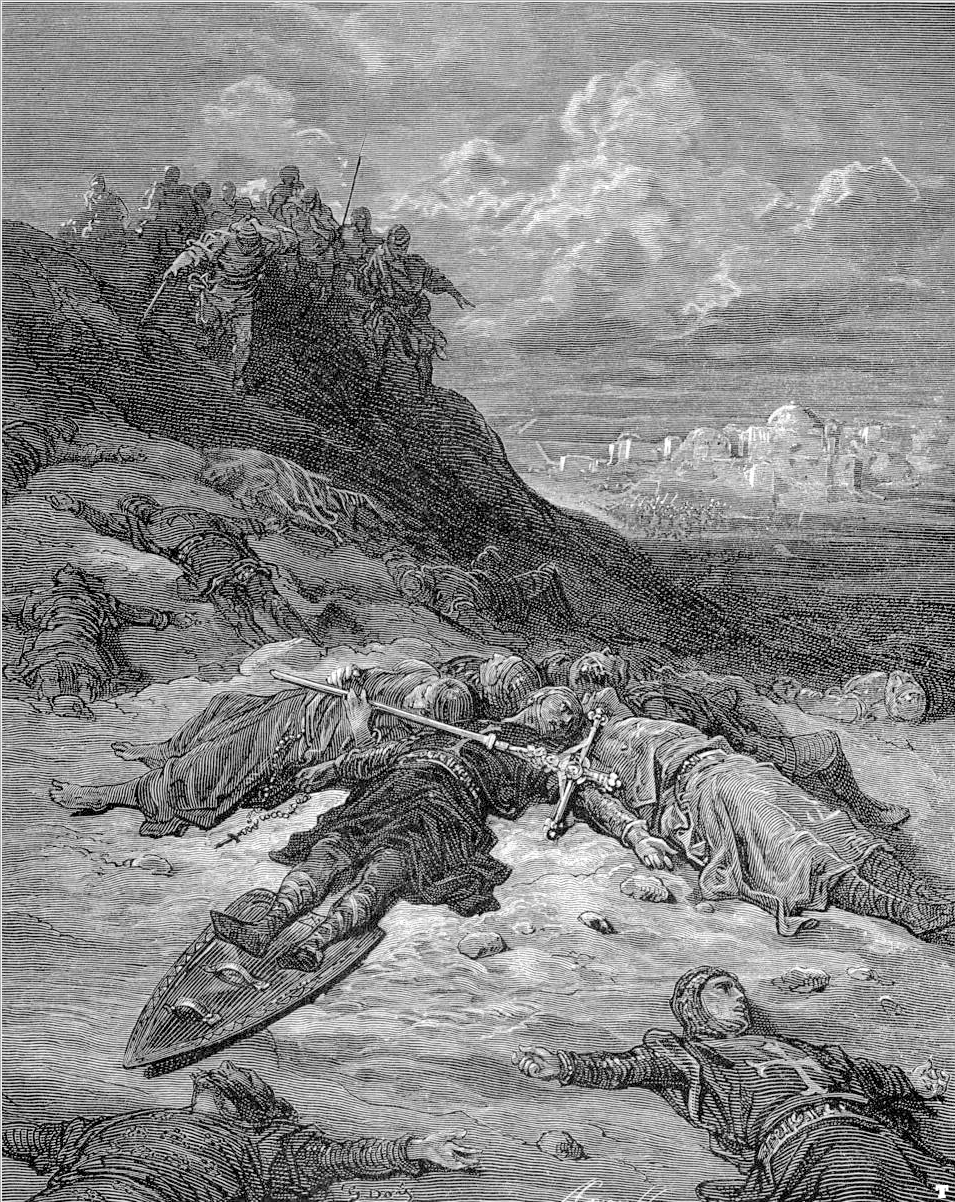
"Muerte de Federico de Alemania" por Gustave Doré.

1181: Reconciliación entre Federico y Enrique el León. Muerte de Alejandro III.
1183: Preliminares de Plasencia y paz de Constanza.
1184: Dieta de Maguncia: desposorios entre el futuro Enrique VI y Constanza I de Sicilia. Dieta de Verona.
1185: Alianza entre Federico y Milán.
1186: Ruptura entre Federico y Urbano III. Asamblea de Gelnhausen.
1188: Reconciliación del papa con la comuna romana.
1189: Reconciliación entre papa y emperador. Muerte de Guillermo de Sicilia; le sucede el hijo del emperador y futuro Enrique IV.
1190: Tercera Cruzada: muerte de Federico en el Asia Menor.

## Personajes involucrados

### Imperialistas
- Enrique IV
- Enrique V
- Federico I Barbarroja
- Enrique VI

### Teócratas
- Gregorio VII
- Urbano II
- Pascual II
- Enrique el León
- Urbano III
- Alejandro III
- Inocencio IV
- Geroh de Reichersberg
- Graciano (jurista)
- Huguccio